# Ремішев
Ремішев (пол. Remiszew) — село в Польщі, у гміні Ласьк Ласького повіту Лодзинського воєводства.
Населення — 106 осіб (2011).
У 1975-1998 роках село належало до Серадзького воєводства.

## Демографія
Демографічна структура станом на 31 березня 2011 року:
|          | Загалом | Допрацездатний вік | Працездатний вік | Постпрацездатний вік |
| -------- | ------- | ------------------ | ---------------- | -------------------- |
| Чоловіки | 54      | 11                 | 37               | 6                    |
| Жінки    | 52      | 18                 | 22               | 12                   |
| Разом    | 106     | 29                 | 59               | 18                   |